# Джозеф А. Менденхолл
Джозеф Абрахам Менденхолл (англ. Joseph A. Mendenhall, 15 січня 1920 – 5 січня 2013) був чиновником Державного департаменту США, відомим своєю консультативною роботою під час адміністрації Кеннеді щодо політики щодо В’єтнаму та Лаосу. Він був найбільш відомий своєю участю в місії Крулака Менденхолла до Південного В'єтнаму в 1963 році разом з генералом Віктором Крулаком. Їхні дуже різні висновки змусили президента США Джона Ф. Кеннеді запитати, чи відвідували вони одну країну. Менденхолл продовжив свою роботу в регіоні Індокитаю після того, як Ліндон Б. Джонсон став президентом після вбивства Кеннеді.

## Молодість і освіта
Менденхолл народився в Калверті, Меріленд і закінчив Делаверський університет у 1940 році. Менденхолл також навчався в Гарвардській школі права. Потім він служив в армії Сполучених Штатів під час Другої світової війни і був капітаном. Менденхолл служив у дипломатичній службі Сполучених Штатів і був дислокований у Туреччині, Ісландії, Швейцарії, Південному В'єтнамі, а також працював у Державному департаменті США у Вашингтоні, округ Колумбія. Менденхолл також навчався в Національному військовому коледжі в 1962 і 1963 роках.

## Місія Крулака Менденхолла

### Передумови
У травні після стрілянини в Хюе у Південному В'єтнамі спалахнули громадянські заворушення. Дев'ять буддистів були розстріляні режимом президента Нго Дінь Д'єма після того, як вони порушили урядову заборону вивішувати буддистські прапори на Весак, день народження Гаутами Будди, і вийшли на антиурядовий марш. Після розстрілів буддистські лідери почали лобіювати Дієм за релігійну рівність, компенсацію та справедливість для сімей жертв. Оскільки Дієм залишався непокірним, протести посилилися. Самоспалення буддистського ченця Тіч Куанг Дука на жвавому перехресті Сайгона стало катастрофою для режиму Дієма, і поки протести тривали, спецназ армії Республіки В’єтнам, вірний його брату Нго Дінь Нху, 21 серпня здійснив рейд на пагоди по всій території країні, убивши сотні людей і спричинивши значні збитки внаслідок оголошення воєнного стану. Університети та середні школи були закриті на тлі масових пробуддистських протестів. Тим часом боротьба проти повстанців В’єтконгу почала втрачати інтенсивність, оскільки поширювалися чутки про міжконфесійну боротьбу серед військ Армії Республіки В’єтнам (ARVN). Це було ускладнено змовою щодо державного перевороту різними офіцерами ARVN, що відвернуло увагу від боротьби з повстанцями В’єтконгу. Після рейдів на пагоди адміністрація Кеннеді надіслала телеграму 243 до посольства США в Сайгоні, наказуючи дослідити альтернативні можливості керівництва.

### Експедиція
Експедиція для встановлення фактів, відправлена адміністрацією Кеннеді до Південного В’єтнаму на початку вересня 1963 року. Заявленою метою експедиції було дослідити хід війни Південного В'єтнаму та американських військових радників проти повстанців В'єтконгу. Місію очолили генерал-майор Корпусу морської піхоти США Віктор Крулак і Менденхолл. Чотириденна бурхлива поїздка була відправлена в той самий день засідання Ради національної безпеки 6 вересня і відбулася на тлі все більш напружених відносин між Сполученими Штатами та Південним В'єтнамом. Громадянські заворушення охопили цю націю, оскільки буддистські демонстрації проти релігійної дискримінації президента Нго Дінь Дьєма загострилися. Після рейдів на буддистські пагоди 21 серпня, які призвели до тризначної кількості загиблих, США санкціонували розслідування можливого перевороту в телеграмі, надісланій послу США Генрі Кеботу Лоджу-молодшому, коли Південний В’єтнам поринув у хаос. Висновок полягав у тому, що Крулак представив надзвичайно оптимістичний звіт про хід війни, тоді як Менденхолл представив надзвичайно похмуру картину військової невдачі та громадського невдоволення. Різні повідомлення спонукали президента США Джона Ф. Кеннеді до знаменитого запиту своїх двох радників, чи відвідували вони одну країну. У звіті, що не принесла остаточного результату, до В’єтнаму було направлено наступну місію Макнамари Тейлора на чолі з міністром оборони США Робертом Макнамарою та головою Об’єднаного комітету начальників штабів Максвеллом Тейлором.

## Пізня кар'єра
У січні 1964 року Менденхолл став директором Робочої групи Державного департаменту з В'єтнаму, а в липні він став директором Управління з регіональних справ Далекого Сходу. У 1965 році він був призначений директором Місії Агентства США з міжнародного розвитку (USAID) у Лаосі, яка тоді була другою за величиною подібною агенцією у світі. У 1968 році він повернувся до Вашингтона в якості заступника директора, а згодом голови В'єтнаму бюро USAID. Менденхолл обіймав посаду американського посла на Мадагаскарі з 1972 по 1975 рік.